# رستم‌آباد (آرادان)
رستم‌آباد، روستایی از توابع بخش مرکزی شهرستان آرادان در استان سمنان ایران است.
باز کردن منو اصلی
ویکی‌پدیا
جستجو

رستم آباد؛ بندرخوار قدیم!
روستای "رستم آباد" یکی ازروستاهای خوارورامین ازتوابع ری می باشدکه قدمت آن به اوایل حکومت قاجاریه بازمی گردد...(تاآنجا که من به یاد دارم کل روستا درمالکیت یکی ازشاهزاده های قاجار بوده که مردم محلی وی را "شازده" خطاب می کردند، اراضی خود رابه صورت اجاره دراختیاراهالی قرارداده بود..البته به طوردقیق نمیدانم ایشان که بود(درکودکی صمصام السلطنه شنیده بودم ولی نامبرده نجفقلی ازایلات بختیاری بودکه زمان مشروطه درسنه 1290 به قول آن روز؛ رییس الوزرا یا نخست وزیر شده بودو مقام وزارت جنگ راهم خودبرعهده گرفته بود ومدتی حاکم اصفهان بودواکنون قلعه ای به نام اووجودارد که محل گردشگری است. ولی به یاددارم که مرحوم کربلایی محمدامامی معروف به "کَل ممّد" مباشرخانمی به نام مریم علایی فرد(ازنوادگان شاهزاده وساکن آمریکابودکه اجاره مغازه هاواراضی راجمع آوری می کرد..البته این خانم بعدازانقلاب برای گرفتن اراضی خودمراجعه کردولی شنیدم ازآنجاکه خودبدهکاردولت بودومالیات وعوارض املاکش بیش ازارزش آن بودصرف نظرنمودواکنون دولت طبق نقشه "کاداستر" زمینهای مسکونی وتجاری را بادریافت حق کارشناسی و.. به اهالی واگذارکرده است). هرچندکه اقداماتی ازقبیل جدول گذاری وآسفالت خیابان ها وبرخی از معابرتوسط دهیاری باهمکاری شورای اسلامی قریه انجام شده که شایسته تشکراست ولی متاسفانه اکنون به دلیل مهاجرت و... رونق چندانی ندارد. 

## جمعیت
این روستا در دهستان حسین‌آباد کردها قرار دارد و براساس سرشماری مرکز آمار ایران در سال ۱۳۸۵، جمعیت آن ۳۰۷ نفر (۹۵خانوار) بوده‌است.